# Pedro Domingo Murillo (província)
Pedro Domingo Murillo é uma província da Bolívia localizada no departamento de La Paz, sua capital é a cidade de Palca.